# Gabriel Genoud

a Compétitions nationales et continentales officielles uniquement.

b Matchs officiels uniquement.
Gabriel Genoud, né le 19 janvier 1923 à Villeneuve-sur-Lot et mort le 22 juillet 2014 à Villeneuve-sur-Lot, est un joueur international français de rugby à XIII, évoluant au poste de centre ou talonneur. Il a évolué sous les couleurs de Villeneuve-sur-Lot avec lequel il est finaliste de la Coupe de France : 1953. Il côtoie également l'équipe de France et prend part à la Tournée de l'équipe de France de rugby à XIII en 1951.

## Biographie
Après sa carrière sportive, il est resté à Villeneuve-sur-Lit et a tenu un pressing rue de Penne puis une mercerie rue de Casseneuil.

## Palmarès
- Collectif : 
  - Finaliste de la Coupe de France : 1953 (Villeneuve).
  - Finaliste du Championnat de France de 2e division : 1957 (Tonneins).

### Détails en sélection
| 1. | 15 janvier 1950  | Autres Nationalités | 8-3   | Coupe d'Europe | Deuxième ligne | - | - | - | - |
| 2. | 11 juin 1951     | Australie           | 26-15 | Tournée        | Deuxième ligne | 3 | 1 | - | - |
| 3. | 30 juin 1951     | Australie           | 11-23 | Tournée        | Deuxième ligne | - | - | - | - |
| 4. | 21 juillet 1951  | Australie           | 35-14 | Tournée        | Pilier         | - | - | - | - |
| 5. | 27 décembre 1952 | Australie           | 12-16 | Test-match     | Talonneur      | - | - | - | - |
| 6. | 11 janvier 1953  | Australie           | 5-0   | Test-match     | Talonneur      | - | - | - | - |
| 7. | 25 janvier 1953  | Australie           | 13-5  | Test-match     | Talonneur      | - | - | - | - |
| 8. | 11 avril 1953    | Angleterre          | 13-15 | Coupe d'Europe | Talonneur      | - | - | - | - |

### Coupe d'Europe des nations
| Édition | Rang | Résultats France | Résultats Genoud | Matchs Genoud |
| ------- | ---- | ---------------- | ---------------- | ------------- |
| 1950    | 4e   | 1 v 0 n 2 d      | 1 v 0 n 0 d      | 1/3           |
| 1953    | 4e   | 0 v 0 n 3 d      | 0 v 0 n 1 d      | 1/3           |

### Détails en club
| Saison    | Saison        | Championnat                          | Championnat | Coupe           | Coupe      | Sélection | Sélection | Sélection | Sélection | Sélection | Sélection | Sélection |
| Saison    | Saison        | Comp.                                | Class.      | Comp.           | Class.     | Comp.     | M         | Pts       | Ess.      | Buts      | Dp.       |           |
| --------- | ------------- | ------------------------------------ | ----------- | --------------- | ---------- | --------- | --------- | --------- | --------- | --------- | --------- | --------- |
| 1945-1946 | US Villeneuve | Championnat de France                | ?           | Coupe de France | 1/2 finale |           |           |           |           |           |           |           |
| 1946-1947 | US Villeneuve | Championnat de France                | 9e          | Coupe de France | 1/8 finale |           |           |           |           |           |           |           |
| 1947-1948 | US Villeneuve | Championnat de France                | 8e          | Coupe de France | 1/4 finale |           |           |           |           |           |           |           |
| 1948-1949 | US Villeneuve | Championnat de France                | 9e          | Coupe de France | 1/4 finale |           |           |           |           |           |           |           |
| 1949-1950 | US Villeneuve | Championnat de France                | 5e          | Coupe de France | 1/8 finale | CE        | 1         | -         | -         | -         | -         |           |
| 1950-1951 | US Villeneuve | Championnat de France                | 5e          | Coupe de France | 1/8 finale | TO        | 3         | 3         | 1         | -         | -         |           |
| 1951-1952 | US Villeneuve | Championnat de France                | 1/2 finale  | Coupe de France | 1/2 finale |           |           |           |           |           |           |           |
| 1952-1953 | US Villeneuve | Championnat de France                | 6e          | Coupe de France | Finaliste  | CE        | 4         | -         | -         | -         | -         |           |
| 1953-1954 | US Villeneuve | Championnat de France                | 1/2 finale  | Coupe de France | 1/8 finale |           |           |           |           |           |           |           |
| 1954-1955 | US Villeneuve | Championnat de France                | 7e          | Coupe de France | 1/4 finale |           |           |           |           |           |           |           |
| 1955-1956 | US Villeneuve | Championnat de France                | 5e          | Coupe de France | 1/4 finale |           |           |           |           |           |           |           |
| 1956-1957 | Tonneins XIII | Championnat de France de 2e division | Finaliste   | Coupe de France |            |           |           |           |           |           |           |           |